# 2558 Viv
2558 Viv eller 1981 SP1 är en asteroid i huvudbältet som upptäcktes den 26 september 1981 av den amerikanske astronomen Norman G. Thomas vid Anderson Mesa Station. Den har fått sitt namn efter upptäckarens mor Vivian Russell Thomas.
Asteroiden har en diameter på ungefär 5 kilometer.